# Jan Kuczma
Jan Zdzisław Kuczma (ur. 19 listopada 1924 w Grudziądzu, zm. 8 października 2003) – polski działacz partyjny i państwowy, inżynier górnictwa, podsekretarz stanu w Ministerstwie Przemysłu Ciężkiego (1963–1968), Ministerstwie Górnictwa i Energetyki (1971–1974) oraz Urzędzie Rady Ministrów (1981–1982).

## Życiorys
Syn Bazylego i Heleny. Podczas okupacji pracował w zarządzie majątku Pilica i jako goniec urzędu w Miechowie, w 1945 był milicjantem Powiatowej Komendy Milicji Obywatelskiej w Krakowie. Studiował na Wydziale Matematyczno-Przyrodniczym Uniwersytetu Jagiellońskiego, w 1950 ukończył studia z inżynierii górniczej na Akademii Górniczo-Hutniczej. Podczas nauki był asystentem na ostatniej uczelni, przez pół roku pracował jako nauczyciel w Liceum Górniczym w Krakowie. Od 1951 pracował w Przedsiębiorstwie Budowy Szybów w Bytomiu, następnie między 1952 a 1962 zastępca dyrektora Metrobudowy i dyrektor techniczny Zjednoczenia Budownictwa Kopalń Rud.
Od 1962 należał do Polskiej Zjednoczonej Partii Robotniczej; był m.in. członkiem Komitetu Warszawskiego PZPR (1968–1970). Zajmował stanowisko podsekretarza stanu w Ministerstwie Przemysłu Ciężkiego (1963–1968), zastępcy przewodniczącego Komisji Planowania przy Radzie Ministrów (1968–1971), podsekretarza stanu w Ministerstwie Górnictwa i Energetyki (1971–1974) i wiceprezesa Polskiego Komitetu Normalizacji, Miar i Jakości (1975–1981). Wchodził nadto w skład Państwowej Rady Górnictwa i Stowarzyszenia Inżynierów i Techników Górnictwa w ramach NOT. Od września 1981 do grudnia 1982 pełnił funkcję podsekretarza stanu i sekretarza Komitetu Gospodarczego w Urzędzie Rady Ministrów, następnie do grudnia 1983 pozostawał zastępcą przewodniczącego Komisji Planowania przy RM.
Został pochowany na Cmentarzu Komunalnym Południowym.

## Odznaczenia
W 1956 został odznaczony Złotym Krzyżem Zasługi.